# Demon King
Demon King (魔帝?, MajehLR) è un sonyon manhwa sudcoreano creato da Ra In-Soo e disegnato da Kim Jae-Hwa. È edito in Italia dalla J-Pop, etichetta della Edizioni BD, in Francia da Tokebi, negli Stati Uniti sotto l'etichetta Tokyopop, e in Indonesia da Elex Media Komputindo.
Demon King è un manhwa di ambientazione medievale che spazia tra il fantasy e l'azione, nonostante si notano molti riferimenti ad altri generi. All'interno della serie si ritrova l'alternanza di scene serie ed oscure con scene comiche o demenziali anche se, con il proseguire della storia, queste ultime calano di numero, lasciando così alla trama un andamento più adulto.

## Trama
Il protagonista del manhwa è colui che dà il nome alla serie: Demon King è apparentemente un adolescente molto abile nelle arti marziali ed ha il compito di essere un "messaggero della morte". Possiede inoltre un sigillo anti-forza che limita il suo potere demoniaco e, quando si scioglie, appare nelle sue reali sembianze di un adulto, e aumenta incredibilmente il suo potere distruttivo. Tale sigillo è però vanificabile solo quando il ragazzo è in punto di morte. In passato era considerato il combattente più forte del Mourime, ossia il regno dell'aldilà dei migliori combattenti mai esistiti. La sua tecnica più ricorrente è la dinamite delle tenebre, ma è molto abile anche con la spada. Nei numerosi viaggi per missioni che il Decano del Mourime gli affida, è accompagnato da fedeli compagni: Dohwa, Chong Pok, Young, Cerbero e, più avanti, Cane Pazzo.